# Mr. Wiggles (ballerino)
Mr. Wiggles, pseudonimo di Steffan Clemente (New York, 21 ottobre 1965), è un ballerino e writer statunitense, di origine portoricana.
Pioniere della cultura hip-hop americana, street dancer, ballerino di popping e locking, è stato membro dei Rock Steady Crew, The Electric Boogaloos, Tribal Click e Zulu Nation.

## Biografia
Steffan Clemente è di origine portoricana, cresciuto nelle strade del South Bronx agli inizi degli anni '70, si afferma come battler e street-dancer, fino ad entrare in una delle tre maggiori forze della cultura hip-hop, la Rock Steady Crew. Wiggles vive in una famiglia piuttosto numerosa, sposato con Zoraya Clemente, ha ben sei figli: Unico, Alexandra, Talib, Ammar, Atiya e Zamaria. Attualmente questi continua la sua carriera di ballerino, istruttore, coreografo, attore, beatmaker e writer.

## Carriera
La sua carriera comincia nei maggiori teatri di Broadway (Imperial, St. James, ecc...), ed in altri teatri d'America, con esibizioni che l'hanno visto come coreografo, ballerino ed attore, ne è un esempio lo show Jam On The Groove, messo in scena nel '95 al Minetta Lane Theater, e del quale Wiggles curò la parte coreografica e musicale e partecipò come co-creatore, principale attore e ballerino. I suoi passi di popping, tutting e locking sono ormai famosi in tutto il mondo, ciò dovuto a numerose partecipazioni ad eventi quali l'Mc Hip Hop Contest organizzato in Italia da Cruisin' ed il Just Debout di Parigi, al quale partecipa come ballerino ospite e giudice per la categoria popping, alle apparizioni in TV, in show quali: "Sesame St." in onda su PBS nell'82, September Song in onda sullo stesso emissario nel '95, Limpbizkit/New Old Special mandato in onda da MTV nel 2001, o anche alle apparizioni come ballerino, in video di artisti quali Madonna (in Papa Don't Preach, nell'89), Usher (in My Way nel '99), Buffalo Gals (in Malcolm McLaren nell'82), Limp Bizkit (in Rollin)e come ballerino e co-coreografo nel video Work I di Missy Elliot. Quale esponente dell'hip-hop, Wiggles rimarrà sempre uno studente di tale cultura, studiando nuove tecniche ed approfondendo nuovi stili, nel ballo come nel writing.

## Riconoscimenti
Wiggles ha vinto un Bessie Award come miglior coreografia per la produzione teatrale di So What Happens Now, dedicata a Buck4, un membro della Rock Steady Crew scomparso.